# Vasile Curileac
Vasile Marius Curileac (sinh ngày 18 tháng 2 năm 1984) là một cầu thủ bóng đá người România thi đấu ở vị trí thủ môn cho Poli Timișoara.